# Maima
Maima – wieś w Estonii, w prowincji Parnawa, w gminie Halinga.